# Synagoge (Chełmża)

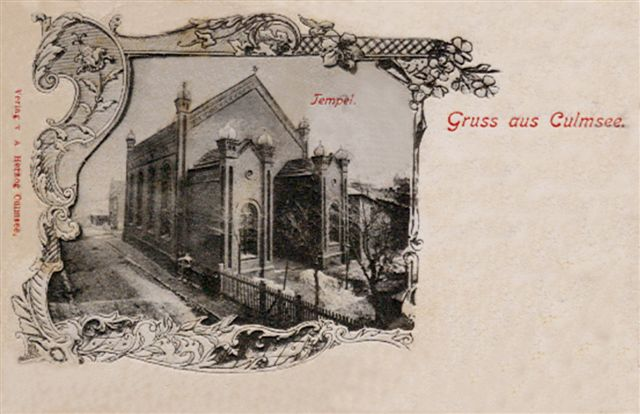
Synagoge in Chełmża (Ansichtskarte vom Anfang des 20. Jahrhunderts)

Die Synagoge in Chełmża (deutsch Kulmsee), einer Stadt in der Woiwodschaft Kujawien-Pommern in Polen, wurde in den 1880er Jahren errichtet. Die Synagoge im Stil des Historismus befand sich an der Straße Szewska. Sie wurde von den deutschen Besatzern während des Zweiten Weltkriegs zerstört.  